# Église Saint-Étienne de Sovići
Pour les articles homonymes, voir Église Saint-Étienne.
L'église Saint-Étienne est située en Bosnie-Herzégovine, sur le territoire du village de Sovići et dans la municipalité de Grude.